# Comitato paralimpico egiziano
Il comitato paralimpico egiziano è un comitato paralimpico nazionale per lo sport per disabili dell'Egitto.